# Ланделин от Креспин
Свети Ланделин, Ланделин Креспински (на латински: Landelinus) е католически светец, основател на абатствата Лоб, Креспин и Олн.

## Биография
Ланделин е роден в семейство на франкски благородник и получава християнско образование в Камбре. Вместо да се отдаде на църковно поприще, той става разбойнически главатар и в продължение на няколко години оглавява разбойническа шайка под името Maurosus (Maurose). Поразен от внезапната смърт на един от другарите си, той се разкайва и се връща при своя учител - Свети Обер от Камбре, който му налага строго покаяние. След три поклоннически пътувания до Рим решава да стане монах. Много от бившите му другари стават негови ученици и под негово ръководство построяват малък манастир. Общността се разраства и се превръща през 654 г.в абатство Лоб. През 656 г. Ланделин основава абатство Олн, а през 670 г. и абатство Креспин, където умира през 686 г.
Католическата църква почита паметта му на 15 юни.